# Gauliga Mitte 1942/43
Die Gauliga Mitte 1942/43 (auch Bereichsklasse Mitte 1942/43) war die zehnte Spielzeit der Gauliga Mitte im Fußball. Die Meisterschaft sicherte sich der SV Dessau 05 mit zwölf Punkten Vorsprung vor der SpVgg 02 Erfurt. Somit qualifizierten sich die Dessau-05er abermals für die Endrunde um die Deutsche Meisterschaft, schieden dort aber wiederum früh in Runde 1 aus. Die Abstiegsränge belegten der 1. SV 04 Gera und die SpVg 1910 Zeitz. Aus den Bezirksklassen (1. Klasse) stiegen der Reichsbahn/VfL Merseburg und der FC Preußen 02 Burg auf.
 Ab 1. September 1942 wurden die Bereichsklassen wieder in Gauligen umbenannt und so firmierte man zumindest dem Namen nach, wieder unter der früher gewohnten Form. Rein sportlich jedoch, war nun kriegsbedingt kein Normal-Spielbetrieb mehr möglich, da viele Vereine sehr oft nur noch Not-Aufstellungen realisieren konnten. Kuriose Ergebnisse waren vielerorts die Folge. Man bemühte sich um eine rechnerisch-vollständig zu absolvierende Saison, was auch größtenteils in dieser Spielzeit noch ein letztes Mal gelang.

## Resultat-Kreuztabelle
Unbedrängt dominierte Dessau 05 erneut seine mitteldeutsche Konkurrenz und leistete sich erst am 7. Februar 1943 seine einzige Saison-Niederlage beim Halleschen FC Wacker. Die Titelverteidigung der Muldestädter geriet aber keineswegs mehr in Gefahr. Ein fast sagenhaftes Torverhältnis belegt die imponierende Saison-Leistung der Mannen mit dem weißen " D " auf schwarzem Grund auf der Trikot-Brust.
| 1940/41      | Dessau 05 | SpVgg 02 Erfurt | FC Wacker Halle | SF Halle | 1. SV Jena | Dessauer SV 98 | VfL Halle 96 | SC Erfurt 1895 | 1. SV 04 Gera | SpVgg 1910 Zeitz |
| ------------ | --------- | --------------- | --------------- | -------- | ---------- | -------------- | ------------ | -------------- | ------------- | ---------------- |
| Dessau 05    | 1         | 2-0             | 4-1             | 2-1      | 3-0        | 10-0           | 7-2          | 4-2            | 17-0          | 20-1             |
| SpVgg Erfurt | 1-1       | 2               | 3-1             | 1-4      | 3-1        | 3-3            | 5-0          | 1-3            | 4-2           | 2-3              |
| Wacker Halle | 4-2       | 1-0             | 3               | 2-7      | 3-2        | 0-10           | 3-2          | 4-0            | 3-1           | 4-1              |
| SF Halle     | 1-7       | 0-1             | 0-6             | 4        | 1-3        | 4-4            | 2-0          | 1-0            | +0-0          | 2-4              |
| 1. SV Jena   | 2-3       | 1-1             | 2-0             | 3-4      | 5          | 6-0            | 4-1          | 5-1            | 5-0           | +0-0             |
| Dessau 98    | 0-6       | 1-2             | 6-3             | 6-2      | 6-2        | 6              | 2-4          | 3-0            | 3-3           | 1-0              |
| Halle 96     | 2-4       | 6-2             | 1-1             | 1-2      | 7-1        | 0-1            | 7            | 1-1            | 9-1           | 7-2              |
| SC Erfurt    | 0-0+      | 1-2             | 0-3             | 4-3      | 2-1        | 4-1            | 1-5          | 8              | +0-0          | 2-2              |
| 1. SV Gera   | 2-7       | 0-2             | 5-5             | 1-5      | +0-0       | 2-0            | 5-2          | 4-2            | 9             | +0-0             |
| SpVg Zeitz   | 1-5       | 1-2             | +0-0            | 1-6      | 3-4        | 10-0           | 3-3          | 0-0+           | 0-0+          | 10               |

 * Die Spiele: (1) SF Halle-Gera, (2) Jena-Zeitz, (3) Gera-Jena und (4) Zeitz-W.Halle, wurden nicht ausgetragen weil die jeweiligen Gäste nicht antraten. Alle vier Begegnungen wurden mit 2:0 Punkten und 0:0 Toren jeweils für die Gastgeber gewertet.

 * [ Letzteres für die 2. Halbserie neu angesetzt, nachdem es in 1. Halbserie beim Stand von 2-4 wegen schlechter Wetterbedingungen abgebrochen werden musste.]

 * Das Spiel: SC Erfurt-Dessau 05, wurde beim Stand von 2-2 wegen Zuschauer-Ausschreitungen abgebrochen und mit 2:0 Punkten und 0:0 Toren für Dessau gewertet.
 * Die vier Spiele: SC Erfurt-Gera (1-2) / Zeitz-SC Erfurt (5-4) / Gera-Zeitz (1-4) / Zeitz-Gera (2-2), wurden wegen des Einsatzes nicht spielberechtigter Spieler, jeweils für den anfangs unterlegenen Verein gewertet. Spiel: Zeitz-Gera, für Gera.

## Abschlusstabelle
| Pl. | Verein                    | Sp. | S  | U | N  | Tore    | Quote | Punkte |
| --- | ------------------------- | --- | -- | - | -- | ------- | ----- | ------ |
| 1.  | SV Dessau 05 (M)          | 18  | 16 | 1 | 1  | 104:200 | 5,20  | 33:30  |
| 2.  | SpVgg 02 Erfurt (N)       | 18  | 9  | 3 | 6  | 035:310 | 1,13  | 21:15  |
| 3.  | Hallescher FC Wacker 1900 | 18  | 9  | 2 | 7  | 044:460 | 0,96  | 20:16  |
| 4.  | FV Sportfreunde Halle (N) | 18  | 9  | 1 | 8  | 045:460 | 0,98  | 19:17  |
| 5.  | 1. SV 03 Jena             | 18  | 8  | 1 | 9  | 042:380 | 1,11  | 17:19  |
| 6.  | Dessauer SV 98            | 18  | 7  | 3 | 8  | 047:610 | 0,77  | 17:19  |
| 7.  | VfL Halle 1896            | 18  | 6  | 3 | 9  | 053:470 | 1,13  | 15:21  |
| 8.  | SC Erfurt 1895            | 18  | 6  | 2 | 10 | 023:400 | 0,58  | 14:22  |
| 9.  | 1. SV 04 Gera             | 18  | 6  | 2 | 10 | 026:640 | 0,41  | 14:22  |
| 10. | SpVg 1910 Zeitz           | 18  | 4  | 2 | 12 | 032:580 | 0,55  | 10:26  |

SV Dessau 05 -
10. Gauliga-Mitte-Meister 1942/43

 * Tabellen wurden entsprechend korrigiert weil bisherige Referenz-Quelle, (H.Grüne: "Vom Kronprinzen bis zur Bundesliga"), in Teilen fehlerhafte Angaben enthält welche anhand zeitgenössischer Zeitungs-Quellen verbessert werden konnten.
| (M) | Titelverteidiger                              |
| (N) | Aufsteiger aus der Bezirksklasse, (1. Klasse) |

## Aufstiegsrunde
Gespielte Spiele: 6 / Erzielte Tore: 31 / Ausspielung: 16.05. - 27.06.1943
| Platz | Verein                                                      | Spiele | Tore  | Quote | Punkte |
| ----- | ----------------------------------------------------------- | ------ | ----- | ----- | ------ |
| 1.    | Reichsbahn/VfL Merseburg (Sieger 1. Klasse Halle-Merseburg) | 4      | 10:12 | 0,83  | 5:3    |
| 2.    | FC Preußen 02 Burg (Sieger 1. Klasse Magdeburg-Anhalt)      | 4      | 14:13 | 1,08  | 4:4    |
| 3.    | LSV Nordhausen (Sieger 1. Klasse Thüringen)                 | 4      | 07:6  | 1,16  | 3:5    |

## Deutsche Fußballmeisterschaft
1. Runde
| Datum       |              | Ergebnis  |             | Stadion              |
| ----------- | ------------ | --------- | ----------- | -------------------- |
| 2. Mai 1943 | SV Dessau 05 | 1:2 (1:0) | Dresdner SC | Dessau, Schillerpark |